# Човек у смеђем оделу
Човек у смеђем оделу је детективски роман британске списатељице Агате Кристи први пут објављен у Великој Британији од стране издавачке куће "The Bodley Head" 22. августа 1924. и у САД од стране издавачке куће "Dodd, Mead and Company" касније исте године. Лик пуковника Рејса је представљен у овом роману.
Ен Бедингфелд је сама и спремна за пустоловине када јој се она нађе. Она је видела неког човека како умире на станици подзмене железнице и подигла је парче папира испуштено у близини. Порука на папиру је води у Јужну Африку док спаја више делова слагалице о смрти којој је била сведокиња. Следећег дана у Енглеској се догодило убиство, а убица покушава да је убије на броду на путу за Кејптаун.
Место радње за рана поглавља је Лондон. Каснија поглавља смештена су у Кејптаун у Булавају и на измишљено острво у Замбезију. Заплет укључује агента провокатора који жели да се повуче и уклони своје бивше агенте.
Рецензије су биле различите приликом објављивања јер су се неки надали да је то још једна књига са Херкулом Поароом док се другима допао стил писања и били су сигурни да ће читаоци желети да прочитају до краја како би сазнали ко је убица. Каснијој рецензији се допао почетак романа и сматрало се да крај није пратио квалитет почетка. Рецензенту се није допало када је прича постала попут романа трилера.

## Радња
Плесачица у Паризу Надина и гроф Сергеј Павлович који су у служби „Пуковника“, међународног агента провокатора, планирају да га уцене како би га спречили да се повуче, остављајући његове агенте на ногама.
Ен Бедингфелд је сведокиња несреће на станици метроа у Хајд парку када је један човек пао на шине. Ен узима поруку коју је испустио лекар који је прегледао мртвог човека на којој је писало "17.1 22 Вила Килморден" и наређење кућног агента да се погледа вила "Милн" у Марлу где је сутрадан пронађена једна жена мртва. Као осумњичени препознат је младић у смеђем оделу који је убрзо после покојне ушао у кућу.
Ен схвата да је испитивање мртвог човека необично обављено и посећује вилу "Млин" где проналази кутијицу неразвијеног филма и сазнаје да је вила "Килморден" једрењак и пасус књига на њему. На броду, Ен упознаје Сузан Блер, пуковника Рејс и сер Јустаса Педлера и његове тајнике Гаја Пеџета и Харија Рејбурна.
Пуковник Рејс препричава причу о крађи дијаманата пре неколико година која се приписује сину јужноафричког магната злата Џону Ердслију и његовом пријатељу Харију Лукасу. Пријатељи су отишли у рат у ком је Џон погинуо, а огромно богатство његовог оца припало је његовом најближем сроднику, самом Рејсу. За Лукаса је објављено да је "нестао у акцији".
Ен и Сузан испитују парче папира које је Ен добила у подземној станици и схватају да би се могао односити на кабину 71, Сузанину кабину, коју је првобитно резервисала жена која се није појавила. Ен повезује проналажење филмске ролне у вили "Млин" са кутијицом филма који садржи небрушене дијаманте која је бачена у Сузанину кабину у раним сатима 22. Оне нагађају да је Хари Рејбурн човек у смеђем оделу.
У Кејптауну Ен је намамљена у кућу у Мјузенбергу где је затворена, али успева да побегне следећег јутра и враћа се у Кејптаун и открива да је Хари тражен као Човек у смеђем оделу и да је нестао. Педлер нуди Ен улогу своје тајнице на свом путу у Родезију што она прихвата у последњем тренутку и поново се уједињује у возу са Рејсом, Сузан и Педлером који има нову тајницу по имену госпођица Петигру.
У Булавају Ен добија поруку од Харија која је мами у јаругу у близини њиховог хотела. Она је гоњена и пада у јаругу. Скоро месец дана касније, Ен се буди у колиби на острву у Замбезију са Харијем Рејберном који ју је спасао. Ен и Хари се заљубљују и Хари јој је испричао своју страну приче откривајући да су он и Џон били заљубљени у Аниту/Надину која их је преварила. Њен муж Картер је пао на стазу од потреса кад је поново видео Харија. Хари је признао да је он човек у смеђем оделу, али је порицао да је убио Аниту. Харијево острво је нападнуто, али њих двоје беже, а Ен се враћа на Педлерову забаву. Они размењују шифре које ће се користити у будућој комуникацији тако да се нико од њих не може поново преварити. Она прима телеграм потписан од Харија у ком пише да се састане са њим, али не користи њихову шифру.
Ен уместо тога упознаје Чичестера илити госпођицу Петигру. Одведена је до сер Јустаса где Педлер приморава Ен да напише поруку Харију како би га намамила у његову пословницу. Хари се појављује и Педлер се радује све док Ен није извадила пиштољ па су ухватили Педлера. Рејс се појављује са појачањем, али сер Јустас бежи преко ноћи. Рејс јој говори да је Хари Џон Ердсли, а не Хари Лукас. Хари признаје да га забрињава примање огромног богатства и да је пронашао своју срећу са Ен па су се венчали и остали да живе на острву у Замбезију и добили су сина.

## Ликови
- Ен Бедингфелд: ћерка сироче професора Бедингфелда, познатог археолога.
- Анита Грунберг: прелепа жена, псеудоним балерина Надина, псеудоним госпођа де Кастина, псеудоним госпођа Греј, некада је била агенткиња "Пуковника". Убијена је у вили "Млин".
- Џон Харолд Ердсли: син сер Лоренса Ердслија, јужноафричког рударског магната који је умро месец дана пре него што је Ен на броду, псеудоним Хари Лукас, псеудоним Хари Рејбурн. Борио се у Великом рату. Он и пријатељ Хари пронашли су нови извор дијаманата у Британској Гвајани у Јужној Америци.
- Хари Лукас: пријатељ Џона Ердслија, погинуо у Великом рату.
- Пуковник Рејс: далеки рођак сер Лоренса Ердслија који ради за британску владу као шпијун или детектив. Има углед ловца на лавове у Африци и као богатог човека.
- Племенита Сузан Блер: друштвена дама која се спријатељила са Ен Бедингфелд.
- Сер Јустас Педлер: богати члан парламента и предузетник.
- Гај Пеџет: тајник сер Јустаса Педлера.
- Артур Минкс: псеудоним пречасни Едвард Чичестер, псеудоним госпођица Петигру, псеудоним гроф Сергеј Павлович, агент "Пуковника". Он пристаје да ради са Харијем Рејбурном и користи своје глумачке вештине да буде много ликова и да игра ризичну двоструку игру.
- Господин Флеминг: заступник и његова супруга: Енини домаћини након смрти њеног оца.
- Л. Б. Картон: муж Аните Грунберг, сортер дијаманата за Де Бирса у Јужној Африци. Умро је на станици метроа Хајд парк.
- Инспектор Медоуз: детектив Скотланд Јарда који одбацује Енин доказ о убиству у вили "Млин" као неважан.
- Лорд Несби: власник Дневног буџета и Енин послодавац.
- Риђобради Холанђанин: агент "Пуковника".
- Госпођа Керолајн Џејмс: супруга вртлара у вили "Млин" која даје кључеве могућим изнајмљивачима.
- Пуковник: злочиначки велеум и убица чији је идентитет прикривен већи део приче. Откривено је да је то сер Јустас Педлер који је избегао кривично гоњење живећи у Јужној Америци.

## Књижевни значај и пријем
Часопис Књижевни додатак времена је рецензирао роман у свом издању 25. септембра 1924. године. Рецензија је ценила стил књиге „трилер и пустоловина“ и закључила: „Аутор поставља толико питања читаоцу у својој причи, питања на која ће готово сигурно погрешно одговорити тако да нико неће да климне главом на то, а чак ни најискуснији читалац романси неће успети да скреће непогрешивим курсом и дође до луке решења кроз живи песак и јато крви, дијаманата, тајних служби, лажног представљања, отмица и насиља којим се чува загонетка."
Неименовани рецензент часописа Посматрач (7. септембар 1924) написао је: „Госпођица Кристи је урадила једну храбру и једну ствар за жаљење у овој књизи. Одбацила је Херкула Поароа, свог посебног Шерлока Холмса чије је присуство, љубазност и непогрешивост разлог за успех њених претходних књига“. Пошто је упоредио Поароа са Харијем Рејбурном, рецензент је наставио рекавши да ће књига „бити нешто као разочарење за оне који се сећају романа Тајанствени догађај у Стајлсу. То је одлична и генијална сложеност на свој начин, али је можда био написан велики број ужурбаних пењача који се сада налазе на овој посебној падини Парнаса. Готово да се сумња да госпођица Кристи размишља да замени мантију Конана Дојла за мантију госпођице Дел − опасан маневар, јер се две ауторке веома разликују по укусима и симпатијама." Рецензент је даље рекао да је "План књиге прилично збркан. Постоји пролог који се дуго времена не повезује са остатком приче, а замисао да се дају алтернативни одломци из дневника јунакиње и сер Јустаса Педлера није сасвим оправдана наговештајима тог забавног, али неугледног лика који даје. Једна од тачака у које ће неки читаоци посумњати јесте уверљивост негативца: он је свакако романескни тип у тој улози. Књига је, као и сва дела госпођице Кристи, написана са духом и хумором.“
Роберт Барнард је о овом роману рекао да је „написан током и у вези са путовањем у јужну Африку, привлачно се отвара јунакињом и њеним оцем археологом (Агатино занимање за ову тему је очигледно било пре Макса) и има неке пријатне интермедије са дневником зликоваца. Али он се дегенерише у уобичајене ствари њених трилера, а заплет вероватно не би издржао детаљно испитивање ако би се неко потрудио."
Неке додатне напомене у вези са књигом које издавачка кућа "The Bodley" користила за рекламирање наредних издања су следеће:
- "Велика прича - загонетка, нагомилана загонетка, догађај на догађај." — Рефер.[6]
- „Агата Кристи је написала веома забавну причу, одлично осмишљену и изведену. — Јутарњи весник.[6]

## Значење у Кристиним делима
Као и роман Тајни непријатељ, и Човек у смеђем оделу је мање роман чисте детекције него трилер типичан за своје раздобље. Роман прати пустоловине Ен Бедингфелд која је сведокиња човека убијеног на станици метроа и човека чија га је појава уплашила док се она увлачи у свет лопова дијаманата, убица и политичких интрига у овој причи смештеној на југу Африке. Пуковник Рејс се први пут појављује у роману, а касније се појављује у романима Карте на столу, Искричави цијанид и Смрт на Нилу.

## Развој романа
Књига има нека поређења са догађајима и окружењима радног путовања око света које је Кристијева обавила са својим првим мужем Арчијем, а на челу са његовим старим учитељем са факултета "Клифтон" мајором Е. А. Белчером како би промовисала предстојећу изложбу Британске империје 1924. Турнеја је трајала од 20. јануара до 1. децембра 1922. године. На турнеји је Кристијева написала кратке приче које су чиниле збирку Поаро истражује (1924) и већину садржаја збирке Поароови рани случајеви објављене 1974. године.
Вечерајући са Кристијевима пре пута, Белчер је предложио да се загонени роман постави у његову кућу вилу "Мил" у Дорнију и да се књига назове "Загонетка виле Млин" и наваљивао је да и он буде и у њој. Он је био подстрек за централни лик сер Јустаса Педлера који је добио звање на Арчијев предлог. Вила "Млин" се такође појављује, иако се налази у Марлу.
Кристијева је сматрала Белчера „детињастим, злочестим и некако зависним као личност: 'Никада, до данас, нисам успела да се ослободим прикривене наклоности према сер Јустасу', написала је Агата о измишљеном Белчеру, главном лику у роману Човек у смеђем оделу. „Усуђујем се да кажем да је то за осуду, али ту је.“

## Прилагођавања

### Филм
Филм Човек у смеђем оделу емитован је у САД 4. јануара 1989. као екранизација продукције "Алан Шејн" у сарадњи са телевизијом Ворнер брадерс. Радња је смештена у каснију еру од 1920-их, а многе појединости су измењене због тога. Најмање једна рецензија је открила да је прича мањкава јер су екранизације Кристиних романа приказане на ПБС-у у Сједињеним Државама прошле боље од ове која је емитована на ЦБС-у.
Имена Сузан Блер, Џонија Рејса и Л. Б. Картона промењени су у Сузи Блер, Гордон Рејс и Лео Картон.

### Телевизија
Роман је екранизован као епизода француске телевизијске серије Мала убиства Агате Кристи 2017. године.

### Графички роман
Роман Човек у смеђем оделу је објавила издавачка кућа "HarperCollins" прилагођен у графички роман 16. јула 2007. године, а 3. децембра 2007. прилагодио га је „Хјугот“ и илустровао „Баири“ ( 0-00-725062-2). Ово је преведено из издања које је у Француској први пут објавила издавачка кућа "Emmanuel Proust" 2005. године под истоименим називом преведеним на француски.